# Djibril M'Bengue
Djibril Omar M'Bengue, más conocido como Djibril M'Bengue (Schorndorf, 13 de mayo de 1992) es un jugador de balonmano alemán que juega de lateral derecho en el Bergischer HC. Es internacional con la selección de balonmano de Alemania.

## Palmarés

### Oporto
- Liga de Portugal de balonmano (3): 2019, 2021, 2022
- Copa de Portugal de balonmano (2): 2019, 2021
- Supercopa de Portugal de balonmano (2): 2019, 2021

## Clubes
| Club               | País     | Año         |
| ------------------ | -------- | ----------- |
| TVB Stuttgart 1898 | Alemania | 2013 - 2018 |
| FC Oporto          | Portugal | 2018 - 2022 |
| Bergischer HC      | Alemania | 2022 - Act. |